# Cucciago
Cucciago é uma comuna italiana da região da Lombardia, província de Como, com cerca de 3.196 habitantes. Estende-se por uma área de 4 km², tendo uma densidade populacional de 799 hab/km². Faz fronteira com Cantù, Casnate con Bernate, Fino Mornasco, Senna Comasco, Vertemate con Minoprio.

## Demografia
| Variação demográfica do município entre 1861 e 2011                               |
|                                                                                   |
| Fonte: Istituto Nazionale di Statistica (ISTAT) - Elaboração gráfica da Wikipedia |